# Wuhan Sportcentrum
Het Wuhan Sportcentrum (Chinees: 武汉体育中心体育场) is een multifunctioneel stadion in Wuhan, een stad in China. Het werd ook Zhuankoustadion genoemd.
Het stadion werd gebouwd tussen 1999 en 2002 en geopend op 2 september 2002. Het dak van het stadion steunt op vier betonnen pilaren. In het stadion is plaats voor 54.357 toeschouwers. Het stadion is onderdeel van een groter sportcomplex waar verder nog een atletiekstadion en twee voetbalvelden bevat.
Het stadion wordt vooral gebruikt voor voetbalwedstrijden, de voetbalclub Wuhan FC maakte gebruik van dit stadion. Het stadion werd op een aantal internationale toernooi gebruikt. Zo was dit een van de stadions op het Wereldkampioenschap voetbal voor vrouwen in 2007. Er werden vier groepswedstrijden en twee kwartfinales afgewerkt. Het was het enige stadion voor alle zes de wedstrijden op het hoofdtoernooi van het Oost-Aziatisch kampioenschap voetbal van 2015. In 2015 werd hier ook het Aziatisch kampioenschap Atletiek gehouden.
Tijdens de coronapandemie werd dit stadion tijdelijk omgebouwd tot ziekenhuis waar mensen met COVID-19 konden worden opgevangen.

## Website
- (zh) (en)  www.wuhansport.com